# Missionary: Impossible
"Missionário: Impossível" (Missionary: Impossible) é o décimo quinto episódio da décima primeira temporada de Os Simpsons. Foi exibido originalmente pela Fox nos Estados Unidos em 20 de fevereiro de 2000. No episódio, Homer se mete em problemas com a PBS depois de confessar que não tem US$ 10,000 para lhes doar como prometido, terminando como missionário numa ilha do pacífico sul. Foi dirigido por Steven Dean Moore e foi o último  episódio escrito por Ron Hauge.

## Sinopse
Na tentativa de encerrar uma campanha de arrecadação de fundos que interrompe seu seriado favorito da PBS (uma comédia britânica da Thames Television intitulada Do Shut Up, ou Cale a Boca), Homer promete doar US$ 10,000 à rede. Homer é aplaudido por salvar a rede, mas rapidamente se torna aparente que ele não tem dinheiro, levando Betty White, anfitriã da campanha, e uma multidão de personagens e personalidades de vários programas da PBS (incluindo Fred Rogers, Yo-Yo Ma, Teletubbies, Big Bird, Oscar the Grouch e o Elmo) para persegui-lo pelas ruas. O reverendo Lovejoy salva Homer depois que ele corre para a igreja e reivindica santuário. O reverendo Lovejoy faz Homer passar pela multidão, escondendo-o em uma bolsa disfarçada de saco de cartas de crianças para Deus. Lovejoy coloca Homer em um avião de carga para o Pacífico Sul, onde ele se tornará um missionário na Micronésia, apesar da falta de fé religiosa de Homer e da ignorância de seu professado cristianismo, este último ao ponto em que erroneamente se refere a Jesus como "Jeebus".
Homer liga de volta para casa em Springfield com um rádio amador, promovendo Bart a "homem da casa", Lisa para "garoto", Maggie para a "garota inteligente" e a torradeira para "Maggie", fazendo de Marge uma consultora. Bart substitui Homer na Usina Nuclear de Springfield, onde o Sr. Burns critica os registros de Homer e, sem reconhecer com quem está falando, cutuca Bart com uma vareta.
Homer chega à ilha e conhece os nativos Qtoktok e Ak. Ele também conhece uma garota nativa que age e soa exatamente como Lisa, quem ele chama de "Lisa Jr." A princípio, ele está tão desesperado que cai no chão se contorcendo e chorando "Oh Deus!" repetidamente (que todos os nativos imitam seguindo seu exemplo). Os nativos são retratados pela primeira vez como selvagens nobres, ignorantes e intocados pela civilização norte-americana. Homer finalmente começa a tentar ensiná-los sobre religião, mas percebendo que não sabe nada sobre o assunto, tenta algo novo e decide construir um cassino na ilha, que ele chama de "O Lobo Selvagem". Isso introduz álcool, jogos de azar e violência à ilha,  arruinando o modo de vida virtuoso e pacífico dos nativos.
Após o fracasso do cassino, Homer constrói uma capela na penitência, mas ele (com alucinações por estar lambendo sapos) e Lisa Jr. tocam o sino tão alto, que provocam um terremoto que abre uma fissura na ilha e que desencadeia uma mortal erupção de lava. A capela, carregando Homer e Lisa Jr., começa a afundar na lava. Quando os dois estão prestes a morrer, a cena corta para outra campanha de arrecadação de fundos; desta vez, no entanto, é para a Fox. É revelado que o programa está em risco de cancelamento, enquanto toda a rede enfrenta dificuldades financeiras. Várias personalidades de programas da Fox estão atendendo os telefones (incluindo Thurgood Stubbs do The PJs, agentes Fox Mulder e Dana Scully do The X Files, Hank Hill, do King of the Hill, e Bender, do Futurama), acompanhado por um irritadiço Rupert Murdoch e apresentado novamente por Betty White, que pede aos espectadores que ajudem a manter a "programação grosseira e superficial", como Family Guy no ar. Um espectador telefona e afirma que doará US$ 10,000, surpreendendo Murdoch, que alega que ele salvou a rede. Em seguida, descobrimos que quem ligou foi Bart, que responde: "Não seria a primeira vez", uma sátira ao fato da série ter realmente salvado a FOX na vida real.